# Карлос Веласкес (боксер)
Карлос Іван Веласкес (англ. Carlos Iván Velásquez, 4 серпня 1984) — пуерториканський професійний боксер, чемпіон Ігор Центральної Америки і Карибського басейну.

## Аматорська кар'єра
На Олімпійських іграх 2004 програв у першому бою  Едвалдо Олівейрі (Бразилія).
2006 року, здобувши три перемоги, у тому числі над Юріоркісом Гамбоа (Куба) у півфіналі і над Рональдом де ла Роса (Домініканська Республіка) у фіналі, став чемпіоном Ігор Центральної Америки і Карибського басейну.

## Професіональна кар'єра
На профірингу дебютував 2007 року і бився з суперниками невисокого рівня. 29 вересня 2015 року вийшов на бій проти «регулярного» чемпіона WBA 
в другій напівлегкій вазі Хав'єра Фортуни (Домініканська Республіка), зазнав поразки технічним нокаутом в десятому раунді і завершив кар'єру.